# Guenviller
Guenviller település Franciaországban, Moselle megyében. Lakosainak száma 681 fő (2022. január 1.). Guenviller Betting, Biding, Cappel, Hombourg-Haut, Macheren és Seingbouse községekkel határos.

## Népesség
A település népességének változása:
| Lakosok száma | 447  | 573  | 603  | 659  | 671  | 655  | 645  | 667  | 678  | 681  |
|               | 1968 | 1982 | 1990 | 2006 | 2013 | 2015 | 2017 | 2019 | 2020 | 2022 |